# Třída Al Bushra (1995)
Třída Al Bushra je třída hlídkových lodí Ománského královského námořnictva. Celkem byly postaveny tři jednotky této třídy. Třída patří do rodiny hlídkových lodí třídy Vigilante 400.

## Stavba
Třída byla postavena v rámci ománského modernizačního programu Al Mawj. Plavidla byla objednána v září 1993. Kontrakt měl hodnotu 100 milionů dolarů. Francouzská loděnice Constructions Mécaniques de Normandie v Cherbourgu postavila celkem tři jednotky této třídy.
Jednotky třídy Al Bushra:
| Jméno          | Spuštěna | Vstup do služby | Status  |
| -------------- | -------- | --------------- | ------- |
| Al Bushra (Z1) | 1995     | 15. června 1995 | aktivní |
| Al Mansur (Z2) | 1995     | 10. srpna 1995  | aktivní |
| Al Najah (Z3)  | 1995     | 31. května 1996 | aktivní |

## Konstrukce
Kromě 24 členů posádky může být na palubě dalších 20 osob (např. kadetů). Hlavní výzbroj tvoří 76mm kanón OTO Melara Super Rapid v dělové věži na přídi, který doplňují dva 20mm kanóny Oerlikon GAM-B01 a dva 12,7mm kulomety. Pohonný systém tvoří dva diesely MTU 16V538 TB93 o celkovém výkonu 9400 bhp, pohánějící dva lodní šrouby. Nejvyšší rychlost dosahuje 24 uzlů.